# Burg Hunteburg
Die Burg Hunteburg, auch einfach Hunteburg genannt, ist eine abgegangene Wasserburg am Nordostrand des Ortsteils Hunteburg der Gemeinde Bohmte im Landkreis Osnabrück in Niedersachsen. – Die noch erhaltene „Bogenbrücke“ vor dem heutigen Amtshaus aus dem Jahr 1424 ist das älteste Bauwerk in Hunteburg.

## Geschichte
Die Burg Hunteburg wurde erstmals urkundlich 1324 erwähnt, als der Ritter Friedrich von Schwege, dessen Rittergeschlecht mit seinem Stammsitz auf gleichnamigem Gut erstmals 1248 erwähnt wurde, die erforderlichen Grundstücke an den Osnabrücker Bischof Gottfried Graf von Arnsberg verkaufte. Die Burg diente, wie die Burg Wittlage und die Burg Vörden, als eine der Stiftsburgen, die zwischen 1250 und 1370 erbaut wurden, der Sicherung der Landeshoheit des Hochstifts Osnabrück, besonders gegen das zum Niederstift Münster gehörende Amt Vechta und das Bistum Minden. Weiter wollte der Bischof den Weg von Osnabrück über Dielingen in die Grafschaft Diepholz und weiter nach Bremen gegen etwaige Feindseligkeiten der Diepholzer Grafen sichern. Der erste Burgmann auf der Burg war von 1352 bis 1357 Johann van Bück. 1358 erhielt die Burg zum Schutz gegen Feinde eine Plankenumfriedung. – Um die Burg Hunteburg entwickelte sich der nach ihr genannte Ort Hunteburg. – Ihre Glanzzeit erlebte die Burg 1376 bis 1402 unter Bischof Dietrich von Horne. Ende des 14. Jahrhunderts soll er unter anderem in der Burg eine Kapelle gegründet haben, in der ab 1402 ein Priester aus Ostercappeln die Messe hielt. 1441 wurde die Burg vom Mindener Bischof Albert von Hoya eingenommen und der Ort und das Land geschädigt. 1442 nahm der Osnabrücker Bischof Heinrich von Moers den Ort Hunteburg ein und eroberte nach sechsmonatiger Belagerung die Burg Hunteburg, die letzte Stiftsburg. 1535 wurde die Burg dem Drosten Heinrich Vink verpfändet. 1618 beschloss der Landtag, die durch einen Sturm abgedeckte Burg abzureißen. Das Gelände ist heute landwirtschaftliche Nutzfläche.

## Beschreibung
Vermutlich bestand die Hunteburg im Kern nur aus einem Turm und einem Steinhaus, umgeben von einem hölzernen Plankenbollwerk und einem von der Hunte, einem Nebenfluss der Weser, gespeisten Burggraben. 1884 ist 25 m vom Amtshaus entfernt das Fundament des Bergfrieds gefunden worden. Der quadratische Bau mit einer Seitenlänge von 4,20 m war von einem 5 m breiten Graben umgeben. Im Luftbild ist ein dreifaches Grabensystem erkennbar, das die Burg umgibt.
Ende des 16. Jahrhunderts war die Burg nach Plünderungen und Brandschatzungen verfallen und wurde 1618 ganz abgerissen. 1725 wurde auf den Fundamenten der Burg das Amtshaus des Ortes errichtet, das 1931 nach einem Brand durch einen Neubau ersetzt wurde. Von der ehemaligen Burganlage ist nur noch die eine steinerne Bogenbrücke, erhalten, die zum Burghof führte, sowie ein halb eingeebneter Teil des Burggrabens. Die letzten Mauerreste der Burg sind in den 1880er Jahren beseitigt worden.